# Condado de Wibaux
O Condado de Wibaux é um dos 56 condados do estado norte-americano de Montana. A sede de condado é Wibaux, que é também a sua maior cidade. O condado tem uma área de 2305 km² (dos quais 3 km² estão cobertos por água), uma população de 1068 habitantes, e uma densidade populacional de 0,46 hab/km² (segundo o censo nacional de 2000). O condado foi fundado em 1914 e o seu nome é uma homenagem a Pierre Wibaux (1858-1913), que foi pioneiro e um importante rancheiro na zona.